# Городской маркетинг
Городской маркетинг (англ. City branding) – это стратегическое продвижение города или городского района с целью содействия его развитию. Используется для изменения внешнего восприятия города с целью поощрения развития туризма, увеличения въездной миграции, привлечения инвестиций. Важной специфической чертой городского маркетинга является создание новых достопримечательностей, зданий и сооружений. Развитие городов как востребованного продукта приводит к конкуренции между ними за инвестиции и государственное финансирование. Это часто выражается в попытках городов привлечь международные спортивные мероприятия, например, Олимпийские игры. Конкуренция между городами существует на региональном, национальном и международном уровнях; она является последствием глобализации.
Городской маркетинг, наряду с национальным брендингом, является составляющей маркетинга мест ((англ. Place branding)).

## Методы городского маркетинга
- Имиджевый маркетинг
- Маркетинг достопримечательностей
- Инфраструктурный маркетинг
- Маркетинг людей [1]

## Городской маркетинг в России
Наиболее очевидным примером городского маркетинга на территории России является город Пермь, где был разработан логотип города и избрана стратегия развития города как культурной столицы, что привлекло к городу внимание не только российских СМИ, но и повысило известность города за рубежом.